# Derrame de mercurio en Choropampa
El derrame de mercurio en Choropampa se produjo el 2 de junio del 2000  aproximadamente entre las 16:00 y 18:30 h. Este derrame se produjo luego de que un camión de Ransa Comercial, empresa contratada por la Minera Yanacocha, vertió al medio natural nueve balones metálicos que contenían 151 kg de mercurio metálico y diez cilindros metálicos de cloro gaseoso. De esta manera se afectó a más de un millar de campesinos y campesinas.
Este derrame ocurrió desde las localidades del distrito de San Juan, pasando por la localidad de Choropampa en el distrito homónimo, y terminando en el distrito de Magdalena, provincia de Cajamarca, departamento de Cajamarca en Perú.  Asimismo, la mayor cantidad de derrame de mercurio se produjo en Choropampa. Respecto a la extensión del derrame, según la Defensoría del Pueblo fue en una longitud aproximada de 27 km, mientras que la Minera Yanacocha asevera fueron 44 km.

## Hechos ocurridos
El derrame de mercurio afectó a más de un millar de campesinos y campesinas, en su mayoría niños y niñas menores de cinco años que recogieron el mercurio con sus manos, al confundirlo con "plata líquida". Según refirieron algunos pobladores, la compañía Minera Yanacocha inició una campaña de recuperación de mercurio pagando entre 100 a 300 soles por kilo de mercurio, asegurando que el mercurio no era un material tóxico. Además, según el informe de Ombudsman y Asesor en Materia de Observancia (CAO), el personal de Minera Yanacocha le dio fondos al personal de Ransa para que empezaran a comprarles el mercurio a las personas a 100 soles por kg (cerca de 35 dólares americanos); realizando un sistema de recompra en una pequeña tienda de Choropampa usando balanzas de propiedad del dueño de la tienda. Además, 10 de junio la MYSRL realizó trabajos de limpieza del mercurio derramado con mano de obra de los propios pobladores a quienes pagaron 15 soles, llevando a cabo esta tarea mediante escobas, recogedores y sacos; y sin ninguna medida de protección. De acuerdo al Informe 137-2001-EM-DGM-DFM/MA se recuperó 140.2 kg, lo que representa el 93 % del total originalmente derramado. Así mismo, de ese porcentaje recuperado, 54.9 kg fueron devueltos por los pobladores.
Otro hecho importante resulta que el camión donde se transportó el mercurio fue limpiado en distintos momentos por el personal de RANSA Comercial S.A., de la alcaldía de Magdalena y de la minera Yanacocha con las manos desnudas, baldes y escobas. Esto se corresponde con la información de que la minera Yanacocha no contaba con un plan de contingencia ni un plan de respuesta para emergencias para afrontar este derrame.
El 17 de junio el Ministerio de Energía y Minas (MINEM) multó con 600 UIT a Minera Yanacocha por encontrarla responsable de incurrir en infracciones graves causantes de daño al medio ambiente y a la población. Sin embargo, no hubo sanciones penales.
En el informe de la CAO al Banco Mundial admite que la minera no proporcionó información adecuada ni oportuna al público ni a las autoridades sobre el derrame. Por ejemplo:
- El 3 de junio la empresa RANSA Comercial S.A. publicó un comunicado a la opinión pública informando que el derrame fue de 4 litros, cuando en verdad fue de 11.1. litros (151 kg).[2][3]
- La minera Yanacocha informó a la Corporación Financiera Internacional (CFI) que solo habían perdido 80 kg de mercurio. Luego, el 13 de junio indica que fueron 150 kg.[6]

A pesar de que en 2003 la empresa declaró que no existía contaminación por mercurio, en el Informe N.º 188-2008-DGSP/DSS/MINSA se hallaron casas contaminadas con mercurio por encima del estándar de calidad ambiental. Resulta importante mencionar que la minera Yanacocha y la DIRESA Cajamarca acordaron hacer vigilancia epidemiológica durante 2 años a pesar de que el informe de la CAO al Banco Mundial afirmaba que los impactos del derrame se seguirían sintiendo muchos años después en las comunidades locales.

## Datos socioeconómicos de los lugares afectados
La población del distrito de Magdalena ascendía a 10 000 habitantes, la del centro poblado menor de San Sebastián en el distrito de Choropampa era de 600 habitantes y la del distrito de San Juan de 6200 habitantes.
Las poblaciones de los distritos de Magdalena y San Juan se dedicaban principalmente a la agricultura, mientras que la de Choropampa al comercio de diversos productos.
Los pobladores de las localidades afectadas por el derrame de mercurio pertenecen en general a un estrato socioeconómico bajo, con un nivel educativo bajo y con acceso a servicios básicos de salud y a la prestación de servicios públicos muy limitada.

## Observaciones en el transporte del mercurio
Hasta el 2004 no existía una ley en el Perú que regulara el transporte de sustancias tóxicas, por lo que el traslado de este tóxico solo se regía por la autorregulación de la Minera Yanacocha y su transportista Ransa Comercial quienes, además no adoptaron ninguna medida de seguridad.Así mismo, tampoco aplicaban normas globales al manejo y transporte de este tóxico en su mina Yanacocha.
De acuerdo al informe de la Comisión Independiente a la Oficina del Ombudsman y Asesor en Materia de Observancia (CAO), los nueve balones de que contenían mercurio metálico se colocaron sobre una parihuela ordinaria, no sobre la parihuela especial destinada al uso con balones de mercurio que tenía capacidad para acomodar 8 balones.
De acuerdo a declaraciones del chofer del vehículo ante la Defensoría del Pueblo, le mencionaron que no estaba programado el transporte del mercurio para esa fecha pero igual debía transportarse. Asimismo, el chofer aseveró que cuando salieron a verificar la carga le informó al encargado que la carreta estaba mal cargada y que incluso los balones estaban un poco inclinados. Además, precisó que observó que los 9 balones de mercurio eran viejos, comprados de chatarra, no tenían indicación alguna que señale peligro, ni se le explicó la toxicidad del mercurio. Solo le indicaron que los asegure los mejor posible y continúe con el viaje.

## Impactos en la población

### Atención médica a los afectados y afectadas
El 3 de junio del 2000, la Dirección Regional de Salud de Cajamarca es informada del derrame y realizó la constatación física cualitativa de dicho tóxico y realizaron indicaciones acerca de los riesgos del mercurio hacia la población y a los alcaldes de las localidades afectadas durante el 3 y 12 de junio. Ocho días después del derrame, se reportaron los primeros casos de posibles intoxicaciones mercuriales en el puesto de salud de Choropampa. Además, la intervención del Ministerio de Salud fue deficiente:
- Al confirmarse los primeros casos, no se informó correctamente a los pacientes y a la población en general sobre el tratamiento, efectos o consecuencias de la intoxicación.[2]
- Tampoco se contaba con los medios para realizar los análisis necesarios tanto en el puesto de Salud de Choropampa ni en el Hospital Regional de Cajamarca.[2]
- El nueve de junio, el dr. Vargas (director auxiliar del Hospital Regional de Cajamarca) y el dr. Marroquin (epidemiólogo) visitaron Choropampa. A nueve personas les diagnosticaron dermatitis por contacto con el mercurio, las trataron sintomáticamente y les dieron el alta. Ese mismo día 7 de los 9 personas volvieron a la posta y fueron internadas.[6]

De acuerdo a la minera Yanacocha, en el inicio de los primeros casos de intoxicación, el Ministerio de Salud con apoyo de la minera, atendió a las personas afectadas aplicando el tratamiento médico correspondiente. De esta manera evaluaron a 3,963 personas, de las cuales 935 arrojaron resultados positivos( >20 microgramos/litros de mercurio en la orina).
Resulta importante mencionar que tanto el Director Regional de Salud de Cajamarca y el Director del Hospital Regional eran empleados de la empresa minera al momento del derrame. Incluso el Ministerio de Salud distribuyó un boletín en el que decía "el mercurio sale solo".

### Efectos en la salud de la población
La totalidad de la población afectada por el derrame de mercurio en Choropampa fue afectada por la inhalación de vapores. La mayor parte de estos vapores inhalados (80%) son absorbidos por los tejidos pulmonares.
De acuerdo al informe 62.º de la Defensoría del Pueblo, entre los síntomas de exposición aguda a este tóxico podemos encontrar: Tos, diarrea, dolor en el pecho, náusea, vómitos, disnea, fiebre y un sabor metálico en la boca. Si el mercurio metálico entra en contacto con la piel puede causar dermatitis, y los niños expuestos al vapor mercúrico en la casa pueden desarrollar severos calambres en las piernas, irritabilidad y dedos rosados y dolorosos, resultando a veces en la exfoliación de la piel de las manos. Finalmente, la exposición crónica afecta el sistema nervioso central.
La población afectada presentó diversos síntomas, tales como: problemas respiratorios, sabor metálico en la boca, sarpullido, labilidad emocional, insomnio, pérdida de la memoria, cambios en el sistema neuromuscular, dolor lumbar y articular, entre otros.
En el caso de una obstetriz que trabajaba en el puesto de salud local de Choropampa quedó en estado de coma permanente y su menor hija con daño renal permanente.
Al 2008 la población siguió reportando existencia de temblor corporal, insomnio, pérdida de memoria, fuertes dolores articulares, hemorragia nasal, desmayos intempestivos, aparición de casos de ceguera, intensos dolores renales, entre otros. La desnutrición crónica de la población de Choropampa se había quintuplicado entre 2001 a 2011.

## Indemnización a los afectados
Algunos pobladores en el año 2000 recibieron entre 1000 a 2000 soles mediante acuerdos confidenciales con la minera Yanacocha donde a cambio renunciaban a alguna acción civil o penal contra la minera. La firma Engstrom, Lipscomb Lack, de California llegó a Cajamarca y asumió la denuncia contra la Newmont Mining Corporation (accionista mayoritaria de Yanacocha). En esta demanda alrededor de 1000 personas se sumaron al proceso quienes firmaron un poder para que pudieran alcanzar cualquier tipo de arrreglo.
En enero del 2008, los abogados de la firma citaron a las personas en un hotel. Allí luego de informarles que ganaron el proceso les hicieron firmar papeles en español e inglés y les entregaron de manera confidencial montos de dinero. De esta manera recibieron algunos pobladores entre 1000 dólares americanos a 75 000 dólares, hasta más de uno se dice 100 000 dólares americanos. Este documento era, un acta de liberación de todos los reclamos y demandas y reconocimiento de la recepción de los fondos de transacción. Al momento se desconoce el monto total y cuanto recibió la firma.
La municipalidad provincial de Yanacocha llegó a un acuerdo de 3 000 000 de dólares con Newmont y Yanacocha en EE. UU., la firma se llevó el 40% del monto.

## Versión de la minera Yanacocha
Respecto al derrame de mercurio, la empresa Minera Yanacocha informó lo siguiente:
- Fueron aproximadamente 11.1 litros de mercurio en un tramo de aproximadamente 44 kilómetros, de estos:
  - 10.31 litros se recuperaron,
  - 0.37 se evaporaron, y
  - 0.42 litros serían no ubicables.
- Los pobladores de las zonas aledañas recogieron parte del mercurio derramado y lo llevaron a sus casas.
- Desde los primeros casos de intoxicación, enviaron especialistas a nivel internacional en mercurio  para la atención de personas afectadas.
- En agosto del 2000, el 99% de las personas que presentaban altos niveles de mercurio presentaban niveles normales y en diciembre de 2000, ninguna persona que resultó expuesta en junio de 2000 tenía niveles de mercurio por encima de los normales.
- Se proporcionó un seguro de asistencia médica por un plazo de cinco años para 1173 pobladores de las zonas afectadas para atender trastornos atribuibles a la exposición de mercurio o para descartar la presencia de este.
- Realizaron un programa de muestreo de agua y sedimentos evidenciándose que los niveles de mercurio siempre estuvieron bajo los límites permisibles.
- Las viviendas en las que se detectaron mercurio fueron debidamente limpiadas y certificadas por la Dirección Ejecutiva de Salud Ambiental (DESA) de Cajamarca.
- Se compensó a 749 personas por un monto total de aproximadamente 5 millones 350 mil nuevos soles.